# جوان هوارد
جوان هوارد (انگلیسی: Juwan Howard؛ زادهٔ ۷ فوریهٔ ۱۹۷۳) بازیکن بسکتبال اهل ایالات متحده آمریکا است.
از باشگاه‌هایی که در آن بازی کرده‌است می‌توان به اورلندو مجیک، پورتلند تریل بلیزرز، واشینگتن ویزاردز، دالاس ماوریکس، هیوستون راکتس، میامی هیت، شارلوت هورنتس، و دنور ناگتس اشاره کرد.